# チュアハ駅
チュアハ駅（ベトナム語：Ga Chùa Hà / Ga 寺河）はベトナムのハノイ市カウゼイ区にある、ハノイ・メトロ3号線の駅。駅番号は「T3-S07」。

## 歴史
- 2024年8月8日 - 3号線のニョン〜カウゼイ間開通に合わせて開業[1]。

## 駅構造
カウゼイ通り上に駅舎がある、相対式ホーム2面2線を有する高架駅。2階が改札階、3階がホーム階となっている。

### のりば
| 番線 | 路線  | 行先         | 備考                                                     |
| ---- | ----- | ------------ | -------------------------------------------------------- |
| 1    | 3号線 | ハノイ駅方面 | 実際にはカウゼイ行き。カウゼイから先ハノイ方面は未開通。 |
| 2    | 3号線 | ニョン方面   |                                                          |

## 駅周辺
- カウゼイ区国庫
- ディスカバリー・コンプレックス
  - ロッテマート ディスカバリー・コンプレックス支店
  - BHD（ベトナム語版）シネプレックス
  - 牛角
  - しゃぶしゃぶ温野菜
- FLCツインタワー カウザイビル
- ジックヴォン区人民委員会
- ハー寺（ベトナム語版）
- トロンドンパレス
- カウゼイギムナジウム
- カウゼイ区文化会館
- カウゼイ図書館
- カウゼイ区税務署
- ジックヴォン中学校
- ジックヴォンB小学校
- ジックヴォン区警察署

## バス路線
| バス路線                                                    | ルート |
| チュアハ駅 (250-252 カウゼイ)                               | チュアハ駅 (250-252 カウゼイ) |
| ----------------------------------------------------------- | --- |
| 09B(ホアンキエム湖-ミーディンバスターミナル)                | ホアンキエム湖 - ... - チュアハ駅 -... - ミーディンバスターミナル |
| 09BCT(トラン・カン・ドゥ - ミーディンバスターミナル)        | トラン・カン・ドゥ - ... - チュアハ駅 -... - ミーディンバスターミナル |
| 16(ヌオックンガムバスターミナル - ミーディンバスターミナル) | ヌオックンガムバスターミナル - ... - チュアハ駅 - ... - ミーディンバスターミナル                                                                                          |
| 20A(カウゼイ - ソンタイバスターミナル)                      | カウゼイ - ... - チュアハ駅 - ... - ソンタイバスターミナル |
| 26(マイドン - 国立競技場)                                   | マイドン - ... - チュアハ駅 - ... - 国立競技場 |
| 27(イエンギアバスターミナル - ナムタンロンバスターミナル)   | イエンギアバスターミナル - ... - チュアハ駅 -... - ナムタンロンバスターミナル                                                                                             |
| 28(ヌオックンガムバスターミナル - ハノイ鉱山地質大学)       | ヌオックンガムバスターミナル - ... - チュアハ駅 - ... - ハノイ鉱山地質大学                                                                                                |
| 32(ギャバットバスターミナル - ニョン)                       | ギャバットバスターミナル - ... - チュアハ駅 - ... - ニョン |
| 34(ザーラム地区行政センター - ミーディンバスターミナル)     | ザーラム地区行政センター - ... - チュアハ駅 - ... - ミーディンバスターミナル                                                                                              |
| 49(トラン・カン・ドゥ - ニョン)                             | トラン・カン・ドゥ - ... - カウゼイ - ... - チュアハ駅 - ... - ニョン |
| E05(ロンビエン - ビンホームススマートシティ)                | ロンビエン - ... - カウゼイ - ... - チュアハ駅 - ... - ビンホームススマートシティ                                                                                         |
| チュアハ駅 (ディスカバリーコンプレックスビル向かい側)       | |
| 07(ノイバイ - カウゼイ)                                     | ノイバイ - ヴォー・ヴァン・キエット - ファム・ヴァン・ドン - ホアン・クオック・ヴィエット - グエン・ヴァン・フエン - グエン・カイン・トアン - チュアハ駅 - ... - カウゼイ |
| 09B(ミーディンバスターミナル - ホアンキエム湖)              | ミーディンバスターミナル - ... - チュアハ駅 -... - ホアンキエム湖 |
| 09BCT(ミーディンバスターミナル - トラン・カン・ドゥ)        | ミーディンバスターミナル - ... - チュアハ駅 -... - トラン・カン・ドゥ |
| 16(ミーディンバスターミナル - ヌオックンガムバスターミナル) | ミーディンバスターミナル - ... - チュアハ駅 - ... - ヌオックンガムバスターミナル                                                                                          |
| 20A(ソンタイバスターミナル - カウゼイ)                      | ソンタイバスターミナル - ... - チュアハ駅 - ... - カウゼイ |
| 26(国立競技場 - マイドン)                                   | 国立競技場 - ... - チュアハ駅 - ... - マイドン |
| 27(ナムタンロンバスターミナル - イエンギアバスターミナル)   | ナムタンロンバスターミナル - ... - チュアハ駅 -... - イエンギアバスターミナル                                                                                             |
| 28(ハノイ鉱山地質大学 - ヌオックンガムバスターミナル)       | ハノイ鉱山地質大学 - ... - チュアハ駅 - ... - カウゼイ - ... - ヌオックンガムバスターミナル                                                                               |
| 32(ニョン - ギャバットバスターミナル)                       | ニョン - ... - チュアハ駅 - ... - カウゼイ - ... - ギャバットバスターミナル                                                                                               |
| 34(ミーディンバスターミナル - ザーラム地区行政センター)     | ミーディンバスターミナル - ... - チュアハ駅 - ... - ザーラム地区行政センター                                                                                              |
| 49(ニョン - トラン・カン・ドゥ)                             | ニョン - ... - チュアハ駅 -... - カウゼイ - ... - トラン・カン・ドゥ |
| E05(ビンホームススマートシティ - ロンビエン)                | ビンホームススマートシティ - ... - チュアハ駅 - ... - カウゼイ - ... - ロンビエン                                                                                         |

## 隣の駅
ハノイ都市鉄道
 3号線
ハノイ国家大学駅 (T3-S06) - チュアハ駅 (T3-S07) - カウゼイ駅 (T3-S08)